# Diócesis de Mafinga
La diócesis de Mafinga (en latín: Dioecesis Mafingensis, en inglés: Roman Catholic Diocese of Mafinga y en suajili: Jimbo Katoliki la Mafinga) es una circunscripción eclesiástica de la Iglesia católica en Tanzania. Se trata de una diócesis latina, sufragánea de la arquidiócesis de Mbeya. Desde el 22 de diciembre de 2023 su obispo es Vincent Cosmas Mwagala.

## Territorio y organización
La diócesis tiene 11 016 km² y extiende su jurisdicción sobre los fieles católicos de rito latino residentes en la parte meridional de la región de Iringa y en parte de la región de Mbeya.
La sede de la diócesis se encuentra en la ciudad de Mafinga, en donde se halla la Catedral de Nuestra Señora de la Asunción. 
En 2023 en la diócesis existían 17 parroquias.

## Historia
La diócesis fue erigida el 22 de diciembre de 2023 por el papa Francisco, obteniendo el territorio de la diócesis de Iringa.

## Estadísticas
De acuerdo al boletín del 22 de diciembre de 2023 la diócesis tenía a fines de 2023 un total de 236 299 fieles bautizados.
| Año                                                                             | Población            | Población | Población      | Sacerdotes | Sacerdotes    | Sacerdotes    | Bautizados por sacerdote | Diáconos permanentes | Religiosos | Religiosos | Parroquias |
| Año                                                                             | Bautizados católicos | Total     | % de católicos | Total      | Clero secular | Clero regular | Bautizados por sacerdote | Diáconos permanentes | Varones    | Mujeres    | Parroquias |
| ------------------------------------------------------------------------------- | -------------------- | --------- | -------------- | ---------- | ------------- | ------------- | ------------------------ | -------------------- | ---------- | ---------- | ---------- |
| 2023                                                                            | 236 299              | 617 770   | 38.3           | 41         | 30            | 11            | 5763                     |                      | 16         | 136        | 17         |
| Fuente: Catholic-Hierarchy, que a su vez toma los datos del Anuario Pontificio. |                      |           |                |            |               |               |                          |                      |            |            |            |

## Episcopologio
- Vincent Cosmas Mwagala, desde el 22 de diciembre de 2023